# كوري ديويل
كوري ديويل (بالإنجليزية: Corey Deuel)‏ (20 نوفمبر 1977) هو لاعب سنوكر أمريكي بدأ الاحتراف عام 2000 وفي عام 2013 فاز ببطولة الولايات المتحدة الوطنية للسنوكر.

## روابط خارجية
- كوري ديويل على موقع AZBilliards.com (الإنجليزية)
- كوري ديويل على موقع CueTracker.net (الإنجليزية)